# Roman Gontiuk
Roman Volodymyrovych Hontyuk (em ucraniano:  Роман Володимирович Гонтюк), pronuncia-se Roman Gontiuk, (2 de fevereiro de 1984) é um judoca ucraniano.
Foi medalhista olímpico em duas edições, prata em Judô nos Jogos Olímpicos de Verão de 2004, Atenas e bronze em Judô nos Jogos Olímpicos de Verão de 2008 em Pequim na categoria até 81 Kg. Hontyuk is the Merited Master of Sports of Ukraine.
Foi porta-bandeiras da Ucrânia na cerimônia de abertura dos Jogos Olímpicos de Verão de 2012 em Londres.